# Női 100 méteres pillangóúszás a 2011-es úszó-világbajnokságon
A 2011-es úszó-világbajnokságon a női 100 méteres pillangóúszást július 24-én és 25-én rendezték meg. 24-én a selejtezőket és az elődöntőket, másnap a döntőt.

## Rekordok
|                               | Név            | Nemzetiség | Idő   | Helyszín | Dátum            |
| ----------------------------- | -------------- | ---------- | ----- | -------- | ---------------- |
| Világcsúcs Világbajnoki csúcs | Sarah Sjöström | SWE        | 56.06 | Róma     | 2009. július 27. |

## Érmesek
| Arany                                    | Ezüst                      | Bronz          |
| Amerikai Egyesült Államok · Dana Vollmer | Ausztrália · Alicia Coutts | Kína · Lu Ying |

## Eredmények

### Selejtezők
| Helyezés | Selejtező | Pálya | Nemzetiség             | Úszók | Idő     | Megj. |
| -------- | --------- | ----- | ---------------------- | ----- | ------- | ----- |
| 1        | 5         | 5     | Dana Vollmer           | USA   | 56.97   | Q     |
| 2        | 6         | 4     | Alicia Coutts          | AUS   | 57.49   | Q     |
| 3        | 4         | 5     | Jemma Lowe             | GBR   | 57.81   | Q     |
| 4        | 4         | 2     | Jessicah Schipper      | AUS   | 57.86   | Q     |
| 5        | 6         | 2     | Lu Ying                | CHN   | 57.93   | Q     |
| 6        | 4         | 4     | Sarah Sjöström         | SWE   | 58.10   | Q     |
| 7        | 4         | 3     | Ellen Gandy            | GBR   | 58.32   | Q     |
| 7        | 5         | 6     | Jeanette Ottesen       | DEN   | 58.32   | Q     |
| 9        | 6         | 5     | Liu Zige               | CHN   | 58.44   | Q     |
| 10       | 5         | 4     | Christine Magnuson     | USA   | 58.49   | Q     |
| 11       | 5         | 3     | Inge Dekker            | NED   | 58.53   | Q     |
| 12       | 4         | 6     | Katerine Savard        | CAN   | 58.59   | Q     |
| 13       | 6         | 6     | Yuka Kato              | JPN   | 58.70   | Q     |
| 14       | 6         | 3     | Therese Alshammar      | SWE   | 58.71   | Q     |
| 15       | 5         | 2     | Tao Li                 | SIN   | 58.89   | Q     |
| 15       | 6         | 8     | Irina Beszpalova       | RUS   | 58.89   | Q     |
| 17       | 4         | 7     | Vanessa Mohr           | RSA   | 58.96   |       |
| 17       | 4         | 8     | Sina Sutter            | GER   | 58.96   |       |
| 19       | 2         | 3     | Otylia Jędrzejczak     | POL   | 59.00   |       |
| 20       | 5         | 8     | Audrey Lacroix         | CAN   | 59.02   |       |
| 21       | 5         | 1     | Daynara de Paula       | BRA   | 59.24   |       |
| 22       | 6         | 7     | Kristel Vourna         | GRE   | 59.27   |       |
| 23       | 3         | 6     | Judit Ignacio Sorribes | ESP   | 59.52   |       |
| 24       | 5         | 7     | Amit Ivry              | ISR   | 59.56   |       |
| 25       | 3         | 4     | Natsumi Hoshi          | JPN   | 59.63   |       |
| 26       | 3         | 2     | Hannah Wilson          | HKG   | 59.78   |       |
| 26       | 3         | 8     | Triin Aljand           | EST   | 59.78   |       |
| 28       | 2         | 5     | Ingvild Snildal        | NOR   | 59.80   |       |
| 29       | 2         | 4     | Birgit Koschischek     | AUT   | 59.84   |       |
| 30       | 2         | 6     | Katarina Listopadova   | SVK   | 59.87   |       |
| 31       | 3         | 1     | Kimberly Buys          | BEL   | 59.88   |       |
| 32       | 6         | 1     | Sara Oliveira          | POR   | 59.93   |       |
| 33       | 3         | 5     | Sara Isaković          | SLO   | 1:00.23 |       |
| 34       | 3         | 3     | Ilaria Bianchi         | ITA   | 1:00.36 |       |
| 35       | 2         | 2     | Rita Medrano           | MEX   | 1:00.55 |       |
| 36       | 4         | 1     | Dara Eszter            | HUN   | 1:00.69 |       |
| 37       | 2         | 7     | Se-Hyeon An            | KOR   | 1:00.76 |       |
| 38       | 2         | 1     | Iris Rosenberger       | TUR   | 1:00.99 |       |
| 39       | 3         | 7     | Sophia Batchelor       | NZL   | 1:01.92 |       |
| 40       | 1         | 4     | Jasmine Alkhaldi       | PHI   | 1:03.69 |       |
| 41       | 1         | 3     | Loreen Whitfield       | ASA   | 1:04.82 |       |
| 42       | 1         | 5     | Marie Laura Meza       | CRC   | 1:05.05 |       |
| 43       | 1         | 6     | Noel Borshi            | ALB   | 1:05.71 |       |
| 43       | 1         | 7     | Dalia Torrez           | NCA   | 1:05.71 |       |
| 45       | 1         | 1     | Simona Muccioli        | SMR   | 1:06.45 |       |
| 46       | 1         | 2     | Dorian McMenemy        | DOM   | 1:06.58 |       |
| 47       | 1         | 8     | Debra Daniel           | FSM   | 1:14.51 |       |

#### Szétúszás
| Helyezés | Pálya | Nemzetiség   | Úszók | Idő   | Megj |
| -------- | ----- | ------------ | ----- | ----- | ---- |
| 1        | 4     | Vanessa Mohr | RSA   | 58.66 |      |
| 2        | 5     | Sina Sutter  | GER   | 59.47 |      |

### Elődöntők

#### Első elődöntő
| Helyezés | Pálya | Nemzetiség         | Úszók | Idő   | Megj. |
| -------- | ----- | ------------------ | ----- | ----- | ----- |
| 1        | 3     | Sarah Sjöström     | SWE   | 57.29 | Q     |
| 2        | 4     | Alicia Coutts      | AUS   | 57.41 | Q     |
| 3        | 5     | Jessicah Schipper  | AUS   | 57.95 | Q     |
| 4        | 7     | Katerine Savard    | CAN   | 58.07 |       |
| 5        | 1     | Therese Alshammar  | SWE   | 58.20 |       |
| 6        | 6     | Jeanette Ottesen   | DEN   | 58.24 |       |
| 7        | 2     | Christine Magnuson | USA   | 58.59 |       |
| 8        | 8     | Irina Beszpalova   | RUS   | 59.02 |       |

#### Második elődöntő
| Helyezés | Pálya | Nemzetiség   | Úszók | Idő   | Megj. |
| -------- | ----- | ------------ | ----- | ----- | ----- |
| 1        | 4     | Dana Vollmer | USA   | 56.47 | Q, AM |
| 2        | 3     | Lu Ying      | CHN   | 57.18 | Q     |
| 3        | 5     | Jemma Lowe   | GBR   | 57.57 | Q     |
| 4        | 2     | Liu Zige     | CHN   | 57.85 | Q     |
| 5        | 6     | Ellen Gandy  | GBR   | 57.97 | Q     |
| 6        | 7     | Inge Dekker  | NED   | 58.70 |       |
| 7        | 1     | Yuka Kato    | JPN   | 58.71 |       |
| 8        | 8     | Tao Li       | SIN   | 58.78 |       |

### Döntő
| Helyezés  | Pálya | Nemzetiség        | Úszók | Idő   | Megj. |
| --------- | ----- | ----------------- | ----- | ----- | ----- |
| Aranyérem | 4     | Dana Vollmer      | USA   | 56.87 |       |
| Ezüstérem | 6     | Alicia Coutts     | AUS   | 56.94 |       |
| Bronzérem | 5     | Lu Ying           | CHN   | 57.06 |       |
| 4         | 3     | Sarah Sjöström    | SWE   | 57.38 |       |
| 5         | 8     | Ellen Gandy       | GBR   | 57.55 |       |
| 6         | 7     | Liu Zige          | CHN   | 57.57 |       |
| 7         | 1     | Jessicah Schipper | AUS   | 57.95 |       |
| 8         | 2     | Jemma Lowe        | GBR   | 57.96 |       |